# Radha Kumar
Radha Kumar é uma feminista indiana, acadêmica e autora. Seu trabalho enfoca conflitos étnicos e processos de paz de uma perspectiva predominantemente feminista.

## Primeiros anos
Kumar é filha de Lovraj Kumar, ex-burocrata e membro do Serviço Administrativo Indiano de elite, e sua esposa Dharma Kumar, uma notável historiadora. Enquanto Lovraj Kumar pertence a Uttarakhand, Dharma vem de uma família brâmane tâmil do sul da Índia. Radha Kumar cresceu em Deli e estudou na Modern School (Nova Deli). Ela obteve seu mestrado na Universidade de Cambridge e um doutorado na Universidade Jawaharlal Nehru.

## Carreira
Kumar escreveu vários livros sobre uma ampla gama de assuntos, lidando principalmente com questões de gênero em uma situação de conflito. Geralmente, os conflitos que ela escolheu resolver dessa maneira envolvem um partido muçulmano ou um partido comunista ou ambos. Kumar foi diretora do Centro Nelson Mandela para a Paz e Resolução de Conflitos na Jamia Milia Islamia, uma instituição minoritária muçulmana localizada em Deli. Ela também é cofundadora e diretora geral do Delhi Policy Group, um grupo que recebeu fundos generosos de agências dos EUA, incluindo a Ford Foundation.

## Painel interlocutor da Caxemira
Em outubro de 2010, Kumar foi apontada como uma das três interlocutoras para Jammu e Caxemira nomeadas pelo Comitê do Gabinete de Segurança (CCS) do Governo Central da Índia. O painel foi liderado por Dilip Padgaonkar, ex-editor do Times of India. e o outro membro era MM Ansari, ex-Comissário Eleitoral da Índia.

## Obras publicadas
- Divide and Fall?: Bosnia in the Annals of Partition
- Negotiating Peace in Deeply Divided Societies: A Set of Simulations
- Making Peace with Partition
- A History of Doing: Movements for Women’s Rights and Feminism in India, 1900-1990
- Bosnia-Herzegovina: Between War and Peace (co-editor)
- Frameworks For A Kashmir Settlement
- Paradise at war: A political history of Kashmir